# Décès en 1098
Décès
- 1094
- 1095
- 1096
- 1097
- 1098
- 1099
- 1100
- 1101
- 1102

Cette page dresse une liste de personnalités mortes au cours de l'année 1098 :
- 3 janvier : Vauquelin de Winchester, premier Normand évêque de Winchester.
- 22 février : Hugues de Grandmesnil, seigneur de Grandmesnil, est l'un des vingt compagnons connus de Guillaume le Conquérant à la bataille de Hastings. Il participe à la conquête de l'Angleterre en 1066, et est appointé shérif du Leicestershire et constable de Leicester.
- 9 juillet : Héracle II de Polignac, vicomte de Polignac.
- 31 juillet : Hugues de Montgommery, 2e comte de Shrewsbury.
- 1er août : Adhémar de Monteil, évêque du Puy-en-Velay, légat du pape pour la Première croisade, meurt de maladie (probablement de fièvre typhoïde) à Antioche.
- 24 août : Albert Ier de Dabo, comte de Moha, d'Eguisheim et de Dabo.

- Alain le Noir, lord de Richmond.
- Astanove II de Fezensac, comte de Fezensac.
- Baudouin II de Hainaut, comte de Hainaut.
- Ephraim de Pereïaslav (en), évêque de Pereiaslav.
- Turold de Fécamp, abbé de Malmesbury, puis de Peterborough.
- Flaithbertach Ua Flaithbertaig, roi d'Iar Connacht (en).
- Galon II de Beaumont (en), vicomte de Chaumont-en-Vexin.
- Geoffroy II de Mayenne, baron de Mayenne.
- Guillaume Ier (en), évêque d'Orange.
- Raymond IV de Pallars Jussà (en), comte de Pallars Jussà.
- Robert de Nevers, dit Robert le Bourguignon ou encore Robert l'Allobroge, seigneur de Craon.
- Poppo II de Weimar-Orlamünde, comte de Weimar-Orlamünde, margrave de Carniole et Istrie.
- Robert de Say (en), chevalier normand.
- Thoros d'Édesse, ou Thoros Edesatsi , curopalate byzantin.
- Yâghî Siyân, émir d’Antioche.

date incertaine (vers 1098)
- Hoysala Vinayaditya, roi Hoysala (Inde).

## Crédit d'auteurs
- Cet article est partiellement ou en totalité issu de l'article intitulé « 1098 » (voir la liste des auteurs).